# ジャック・ウィリアムスン

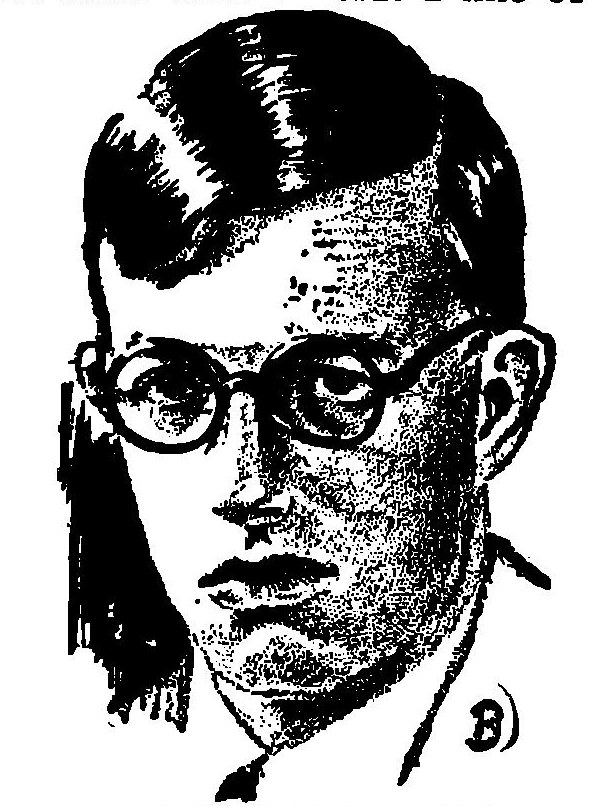

ジャック・ウィリアムスン（Jack Williamson, 1908年4月29日 - 2006年11月10日）は、アメリカ合衆国の小説家、SF作家。本名ジョン・スチュワート・ウィリアムスン（John Stewart Williamson）。別名ウィル・スチュワート（Will Stewart）。ロバート・A・ハインラインとともに「SF界の長老」（"Dean of Science Fiction"）と渾名された。
1928年、短篇「メタル・マン」が『アメージング・ストーリーズ』誌12月号に採用されデビュー。代表作はスペース・オペラの古典である『宇宙軍団』（1934年）および続編の4部作、パラレルワールドを初めとするアイディアに優れた長編『航時軍団』（1952年）。また1940年に『アンノウン』誌に掲載したサイエンス・ファンタジーDarker Than You Think（のち『エデンの黒い牙』として長編化）は、古代からの人狼の遺伝子についてフロイトの心理学や量子力学を駆使して描く物語で、OTOのジャック・パーソンズなど、真実の話だと信じる人々を多く生み出した。自然科学の領域では、ウィリアムスンはテラフォーミングや遺伝子工学の語を作り出した。

## 若年期
1908年に旧アリゾナ準州ビズビー（現アリゾナ州コチセ郡）で生まれ、幼年期をテキサス州西部で過ごした。両親は元教師。1915年、より良い土地を求めて、彼の家族は幌馬車でニューメキシコ州へ移住した。その地で農業は困難であったため一家は牧畜に転じ、今日に至るまでそれを続けている。

## 作家として
ウィリアムスンは地元で図書館を見つけ、独学に役立てた。若いころ「アメージング・ストーリーズ」に出会い、20歳の時に同誌1928年12月号から短編「メタル・マン」(The Metal Man) でデビュー。この初期作品にはA・メリットの影響が顕著である。当時かれはテキサス州立師範学校に在学中で成績優秀であったが、これを機に中退し、作家となった。
駆け出し時代、マイルズ・J・ブルウアーの作品に感銘を受けたウィリアムスンは、ブルウアーと交際を始めた。彼は余暇に創作を行なっていた医師で、その強い個性でもってウィリアムスンを感化し、その創作傾向を夢のようなファンタジーからプロットのしっかりとした物語へと変化させた。ウィリアムスンは下書きをブルウアーに送って査読を乞うことがしばしばであった。彼らの最初の合作"Birth of a New Republic"は月世界の植民地がアメリカ合衆国の独立に似た経緯を辿る物語で、このテーマは後にハインラインの『月は無慈悲な夜の女王』など多くの作品で再び取り上げられることとなった。
1933年、心身症に苦しむウィリアムスンはカンザス州トピカのメニンガー病院で治療を受け、自らの理性と感情の葛藤に対処する術を学んだ。それ以降、彼の作品はより迫真的で写実的な雰囲気を帯びるようになった。
彼は1930年代までにはSF界で一定の地位を確立した。少年時代のアイザック・アシモフはウィリアムスンを偶像視しており、彼との文通を無上の喜びとしていたという。ウィリアムスンはアシモフのデビューに際して「この世界へようこそ (Welcome to the ranks)」との言葉を贈っている。ウィリアムスンはパルプ・マガジンへの寄稿を続けたが、財政的に成功するには長い年月を要した。作品にはフレデリック・ポールとの合作も多い。90歳代まで執筆活動を続け、晩年にヒューゴー賞、ネビュラ賞双方の受賞を経験した（いずれも中編"The Ultimate Earth"により、2001年度中篇部門を受賞）。これらの賞を獲得した最年長の作家となった。

## 学際領域での活動
ウィリアムスンは1950年代にポーテイルズの東ニューメキシコ大学（Eastern New Mexico University, ENMU）から英語学で学士号および修士号を取得した。1960年には同校の教員となり、生涯その職を続けた。1980年代、同校の図書館に対し大量の書籍および手書き原稿の寄付を行なった。これは現在の「ジャック・ウィリアムスン・サイエンス・フィクション・ライブラリー」の母体となった。ENMUはこれを「世界で最高峰のSFコレクションの一つ」と称している。同校には「ジャック・ウィリアムスン・リベラルアーツ・ビルディング」という建物があり、数学部、人文学部、言語学部、文学部によって使用されている。
ウィリアムスンはH・G・ウェルズの初期作品群の研究を行ない、ウェルズが一般に信じられているような単なる楽天主義者ではなかったことを示し、コロラド大学ボルダー校から英文学の博士号を得た。

## 晩年
1970年中期、ウィリアムスンはアメリカSFファンタジー作家協会から「SFグランドマスター」の称号を与えられた。ハインラインに次ぐ史上2番目の受賞であった。
1977年に常勤の教職を退職して以降は執筆活動に専念したが、ENMUが彼を名誉教授に任命すると再び教職に戻り、「創作」「ファンタジーとSF」という2つの夜学クラスの担当者の一人となった。ウィリアムスンはそれを21世紀まで続けた。1985年には、自伝「Wonder's Child: My Life in Science Fiction」が、ヒューゴー賞ノンフィクション賞を受賞した。
2005年には高齢にもかかわらず320ページの新作長編"The Stonehenge Gate"を上梓したが、2006年11月、ニューメキシコ州ポーテイルズの自宅にて死亡した。98歳であった。

## 作品リスト
- 『宇宙軍団』（The Legion of Space (1934)、野田昌宏訳、早川書房、ハヤカワ・SF・シリーズ） 1968、のちハヤカワ文庫 1977.1
- 『ヒューマノイド』（The Humanoids (1948)、川口正吉訳、早川書房、ハヤカワ・SF・シリーズ） 1965

児童向け抄訳として『なぞの宇宙ロボット』（福島正実訳）等もあり
- 『エデンの黒い牙』（Darker than You Think (1948)、野村芳夫訳、東京創元社、創元推理文庫） 2005
- 『超人間製造者』（Dragon's Island (1951)、川村哲郎訳、久保書店、久保書店QTブックス） 1968
- 『航時軍団』（The Legion of Time (1952)、野田昌宏訳、早川書房、ハヤカワ・SF・シリーズ） 1969、のちハヤカワ文庫SF 1979
- 『プロジェクト・ライフライン』（Bright New Universe (1967)、美濃透訳、早川書房、ハヤカワ文庫SF） 1981

### 「スター・チャイルド」三部作
Starchild Trilogy、いずれもフレデリック・ポールとの共作
- 『宇宙の珊瑚礁へ』（The Reefs of Space (1963)、矢野徹訳、早川書房、ハヤカワ文庫SF） 1990
- 『スター・チャイルド』（Starchild (1965) 、矢野徹訳、早川書房、ハヤカワ文庫SF） 1991
- 『新たなる誕生』（Rogue Star (1969)、矢野徹訳、早川書房、ハヤカワ文庫SF） 1991

### 「Undersea」三部作
Undersea Trilogy 、日本語版はシリーズ名なし
- 『ジムくんの海てい旅行』（Under Sea Quest (1954)、矢野徹訳、偕成社） 1969
- 『海底艦隊』（Undersea Fleet (1956)、塩谷太郎訳、偕成社） 1957
  - 『深海の恐竜』（久米穣訳、角川文庫） 1978
- 『海底の地震都市』（Undersea City (1958)、中尾明訳、あかね書房） 1982

### 短編集
- 『パンドラ効果』（The Pandora Effect (1969)、関口幸男, 斉藤伯好訳、早川書房、ハヤカワ文庫SF） 1981
  - 「いちばんの幸せもの」（The happiest Creature）
  - 「コズミック・エクスプレス」（The Cosmic Express）
  - 「メタル・マン」（The Metal Man）
  - 「冷たい緑色の目」（The Cold Green Eye）
  - 「万人のためのグィネヴィア」（Guinevere for Everybody）
  - 「組み合わされた手」（With Folded hands）
  - 「イコライザー」（The Equalizer）

### 自伝
- Wonder's Child (1984)

### そのほか日本語訳
- 中編「火星ノンストップ」（Nonstop to Mars、風見潤訳） - アンソロジー『火星ノンストップ（ヴィンテージSFセレクション - 胸躍る冒険篇）』（山本弘編、早川書房、2005年7月、ISBN 4-15-208651-3）に表題作として収録

※ほか未訳作品多数。